# Ыныргинское сельское поселение
Ыныргинское сельское поселение — муниципальное образование в Чойском муниципальном районе Республики Алтай России. Административный центр — село Ынырга.

## География
Площадь сельского поселения составляет 38 600 гектаров.
Граничит с Уйменским, Каракокшинским, Паспаульским, Чойским, Сёйкинским и Верх-Пьянковским сельскими поселениями, а также Турочакским муниципальным районом.
Протяженность автодорог местного значения: 0,6 км.

## История
Ыныргинское сельское поселение на территории Чойского муниципального района было образовано в результате муниципальной реформы в 2006 году.

## Население
| 2010 | 2011 | 2012 | 2013 | 2014 | 2015 | 2016 |
| ---- | ---- | ---- | ---- | ---- | ---- | ---- |
| 692  | →692 | ↗704 | ↗723 | ↗744 | ↗749 | ↘744 |
| 2017 | 2018 | 2019 | 2020 | 2021 |      |      |
| ↘739 | ↘728 | ↘716 | ↘701 | ↘616 |      |      |

## Состав сельского поселения
| № | Населённый пункт | Тип населённого пункта       | Население |
| - | ---------------- | ---------------------------- | --------- |
| 1 | Ынырга           | село, административный центр | ↗516      |
| 2 | Красносельск     | село                         | ↘228      |